# Théâtre de Cuisine
 (août 2024).
La mise en forme du texte ne suit pas les recommandations de Wikipédia : il faut le « wikifier ».
Les points d'amélioration suivants sont les cas les plus fréquents :
- Les titres sont pré-formatés par le logiciel. Ils ne sont ni en capitales, ni en gras.
- Le texte ne doit pas être écrit en capitales (les noms de famille non plus), ni en gras, ni en italique, ni en « petit »…
- Le gras n'est utilisé que pour surligner le titre de l'article dans l'introduction, une seule fois.
- L'italique est rarement utilisé : mots en langue étrangère, titres d'œuvres, noms de bateaux, etc.
- Les citations ne sont pas en italique mais en corps de texte normal. Elles sont entourées par des guillemets français : « et ».
- Les listes à puces sont à éviter, des paragraphes rédigés étant largement préférés. Les tableaux sont à réserver à la présentation de données structurées (résultats, etc.).
- Les appels de note de bas de page (petits chiffres en exposant, introduits par l'outil «  Source ») sont à placer entre la fin de phrase et le point final[comme ça].
- Les liens internes (vers d'autres articles de Wikipédia) sont à choisir avec parcimonie. Créez des liens vers des articles approfondissant le sujet. Les termes génériques sans rapport avec le sujet sont à éviter, ainsi que les répétitions de liens vers un même terme.
- Les liens externes sont à placer uniquement dans une section « Liens externes », à la fin de l'article. Ces liens sont à choisir avec parcimonie suivant les règles définies. Si un lien sert de source à l'article, son insertion dans le texte est à faire par les notes de bas de page.
- La présentation des références doit suivre les conventions bibliographiques. Il est recommandé d'utiliser les modèles {{Ouvrage}}, {{Chapitre}}, {{Article}}, {{Lien web}} et/ou {{Bibliographie}}. Le mode d'édition visuel peut mettre en forme automatiquement les références.
- Insérer une infobox (cadre d'informations à droite) n'est pas obligatoire pour parachever la mise en page.

Pour une aide détaillée, merci de consulter Aide:Wikification.
Si vous pensez que ces points ont été résolus, vous pouvez retirer ce bandeau et améliorer la mise en forme d'un autre article.
Le Théâtre de Cuisine est une compagnie reconnue comme l'une des premières à développer le théâtre d’objet. Après avoir largement tourné en France et à l'international, la compagnie, installée à la Friche Belle de Mai à Marseille, poursuit son activité en accompagnant les nouvelles générations d’artistes et en transmettant son savoir-faire.

## Origines
Le Théâtre de Cuisine a été fondé en 1979 par Christian Carrignon et Katy Deville, et s’est rapidement imposé comme l’une des compagnies pionnières du théâtre d’objet en France. Tous deux désiraient créer un théâtre libéré de la toute-puissance du texte littéraire et des contraintes de la marionnette traditionnelle, en bricolant des hypothèses d'histoires à partir d'objets manufacturés et reconnaissables par tous. Ce mouvement s'inscrit dans une époque marquée par la fin des Trente Glorieuses, où l'envahissement des objets du quotidien trouve un exutoire sur scène.
Le premier spectacle de la compagnie, Le Petit Théâtre de Cuisine, se jouait sur une simple table de camping, avec des bouchons de champagne, des boîtes de biscuits et un moulin à café formant l'architecture d'une cité miniature. Christian Carrignon utilisait le grommelot et des manipulations simples pour raconter des histoires, jouant avec l'humour et la proximité du public. Ce spectacle a donné son nom à la compagnie et a marqué le début de leur histoire.
Inspiré par des figures comme Marcel Duchamp, Gaston Bachelard et Georges Perec, le Théâtre de Cuisine s’est ensuite affirmé comme une référence majeure dans l’émergence et le développement du théâtre d’objet. Christian Carrignon déclare : « Duchamp reprend le détournement, vieux comme le jeu, et le fait entrer dans le domaine de l'art. Sa grande invention est de mettre un nom sur ce déplacement, le "ready made". Jouer avec des "ready made", voilà une perspective qui nous resitue dans l'histoire. »
Le terme "théâtre d’objet", inventé par Katy Deville, s’est développé parallèlement dans plusieurs autres compagnies, notamment le Théâtre Manarf, Vélo Théâtre, ainsi que des troupes italiennes comme Teatro delle Bricciole et Piccoli Principi. Ces artistes partageaient une volonté de puiser leur inspiration dans le quotidien et le vécu individuel pour créer des formes théâtrales nouvelles et difficilement classables.
Le Théâtre de Cuisine, avec ses influences cinématographiques, artistiques et littéraires, a contribué à transformer des objets du quotidien en véritables acteurs de récits complexes et poétiques. Cette approche innovante a permis de brouiller la frontière entre fiction et réalité, créant un théâtre où les objets eux-mêmes semblent libérer la parole, résonnant avec une mémoire collective partagée par le public.

## Développement d'un nouveau langage
Le Théâtre de Cuisine a contribué à développer un langage scénique unique, empruntant des techniques du cinéma pour les appliquer au théâtre. Christian Carrignon et Katy Deville, influencés par le cinéma de quartier de leur enfance, ont introduit des concepts tels que les plans larges, les plans serrés et les flashbacks dans leurs mises en scène. Ce langage scénique met en avant les objets du quotidien, les transformant en protagonistes d'histoires épique, tout en révélant au public les ficelles du métier, créant ainsi une complicité avec les spectateurs.
La petitesse des objets permet de faire apparaître l'immensité sur une simple table de cuisine. Chaque objet, qu'il soit un simple débris ou un trésor caché, devient une "boîte à fabriquer des épopées". Ces objets, souvent sauvés de la poubelle, symbolisent les ruines de la société et portent en eux une mythologie familiale, ouvrant la voie à de nouvelles histoires tout en résonnant avec des souvenirs anciens.

## Répertoire et diffusion
Au cours de ses plus de quarante ans d'existence, le Théâtre de Cuisine a produit plus de trente spectacles, qui ont été largement diffusés en France et à l’international. Les créations de la compagnie, toujours empreintes de poésie et d’humour, ont permis de transformer des objets ordinaires en véritables acteurs de récits complexes. La proximité avec le public, caractéristique des spectacles du Théâtre de Cuisine, ainsi que l'usage ingénieux des objets, ont fait de la compagnie un acteur incontournable du théâtre d'objet.
Les spectacles du Théâtre de Cuisine ont également contribué à élargir le répertoire de cette forme théâtrale, en explorant des thèmes variés et en créant des parallèles entre des histoires aussi diverses que celles d'Andersen et de Shakespeare. La compagnie a ainsi montré que le théâtre d’objet peut être un médium puissant pour réinventer le monde et raconter des histoires universelles.
Voici un aperçu de leurs principales créations :
- CONVERSATION AVEC NOS ANCÊTRES (2019)
- CE QUI NOUS VIENT DE LOIN, C’EST LA CURIOSITÉ POUR LE MONDE (2017)
- LE CHANT DU LAVABO (2014)
- LES CHAUSSURES DE SIRÈNE
- JE SERAI MACBETH (2014)
- LA FEMME AUX ALLUMETTES (2012)
- LA FRÉTILLANTE (2013)
- LE GRAND BAVARDAGE (2013)
- CIRC (2012)
- C’EST ENCORE LOIN ? (2009)
- LA RÉPÉTITION : UNE ODYSSÉE (2007)
- LES CLEFS DU THÉÂTRE (2008)
- KA-O, POÈME MOUVEMENTÉ (2006)
- ANTHOLOGIE DU THÉÂTRE D’OBJET (2006)
- LE JOURNAL D’ANTIGONE (2005)
- …CE VENTRE-LÀ… (2004)
- LA CAVERNE EST UN COSMOS (2003)
- CURIEUSES ! (2002)
- SHAKESPEARE / PERRAULT (2001)
- DUO DODU (2000)
- MÉMOIRE DE MAMMOUTH (1998)
- LA CONFÉRENCE DES PETITS PAPIERS (1997)
- PETITES SENSATIONS (1996)
- PRESQUE TOUT L’UNIVERS (1996)
- OPÉRATION JULES VERNE (1993)
- PETITES PEURS BLEUES (1991)
- LE RENARD À LA FONTAINE (1985)
- SOUPÇONS MAISON (1984)
- CATALOGUE DE VOYAGE (1981)
- FAUX DÉPART (1981)
- OPÉRA BOUFFE (1980)
- LE PETIT THÉÂTRE DE CUISINE (1979)

### Transmission et Formation
Aujourd'hui, le Théâtre de Cuisine se consacre principalement à la transmission de son savoir-faire unique et à l'accompagnement de nouvelles générations d'artistes. Reconnu comme organisme de formation, la compagnie propose chaque année des programmes destinés à initier les professionnels du spectacle vivant aux spécificités du théâtre d’objet. Ces formations, conçues par Christian Carrignon et Katy Deville, permettent d’appréhender la grammaire, le vocabulaire et les diverses méthodes de manipulation des objets.
En résidence permanente à la Friche Belle de Mai à Marseille, le Théâtre de Cuisine offre un espace de travail dédié aux artistes, comprenant un bureau, une salle de répétition et un atelier de bricolage. Les formations et résidences proposées par la compagnie permettent de nouer des complicités artistiques et de construire des passerelles entre la première génération du théâtre d'objet et les compagnies émergentes. Le Théâtre de Cuisine accompagne les jeunes artistes à travers des résidences, des soutiens à la création, des aides à la diffusion, ainsi qu'à l’administration et la communication, jouant ainsi un rôle crucial dans le renouvellement de ce langage scénique.